# 彥胤法親王
彥胤法親王（1509年—1540年），俗名寬恆，是日本戰國時代的法親王，生父母是後柏原天皇及庭田源子，後奈良天皇的異母弟。他也是天台宗三千院的門跡。

## 履歷
寬恆出家後法號彥胤，精通蹴鞠和和歌，曾參加多個連歌會，永正十七年（1520年）接受親王宣下。後來繼承三千院門跡，天文九年（1540年）去世，院號後菩提院。